# 新潟県道542号上越糸魚川自転車道線
新潟県道542号上越糸魚川自転車道線（にいがたけんどう542ごう じょうえついといがわじてんしゃどうせん）は、新潟県上越市から糸魚川市に至る自転車道（自転車歩行者専用道路）として整備された一般県道。通称「久比岐自転車道（くびきじてんしゃどう）」。

## 概要
ほぼ全線が1968年（昭和43年）1969年（昭和44年）にかけ旧国鉄北陸本線（現：えちごトキめき鉄道日本海ひすいライン）を複線電化した際に廃止された谷浜駅 - 浦本駅間の旧線を自転車・歩行者道として転用したものである。国道8号の郷津交差点付近を起点に、ほぼ海岸と国道8号に沿って走っており、鉄道線の転用ということもあり比較的起伏が少なく、日本海と佐渡島、能登半島を望むことができる風光明媚な自転車道として知られる。
全線の1割弱はトンネルで、大小8箇所のトンネルを有する。そのうちのいくつかは、北陸本線開通当時のものがそのまま使用されている。
一部トンネルでレンガが使われているが、鉄道建設が進められていた明治時代末 - 大正時代初期に作られたもので、地元で作られたもの、あるいは能登半島方面で作られたとも言われている。
近年では2018年に誘導表示として一部にブルーラインが設けられるなど走行環境の改善に向けた取組みも行われているほか、えちごトキめき鉄道日本海ひすいラインにおいてサイクルトレインが運行されるなどイベントも実施されている。また、後述する道の駅では冬期間を除きレンタサイクルの貸出しが行われている。

### 路線データ
- 陸上距離：33km
- 起点：上越市大字虫生岩戸字踊浜
- 終点：糸魚川市押上

## 路線状況

### 別名・通称
- 久比岐自転車歩行者道（久比岐自転車道）

### 道路施設

#### トンネル
- 長浜トンネル（上越市）
- 青木坂トンネル（上越市）
- 乳母岳トンネル（上越市）
- 大抜トンネル（上越市名立区）
- 百川トンネル（糸魚川市）
- 小泊トンネル（糸魚川市）
- 白山トンネル（糸魚川市）

#### 道の駅
- 道の駅能生 - 国道8号を橋でまたぐかたちで繋がっている。風力発電用の風車や、「海の資料館 越山丸」（新潟県立海洋高等学校（旧能生水産高等学校）で1995年まで使われていた実習船を利用したもの）が遠くからの目印になる。

## ギャラリー

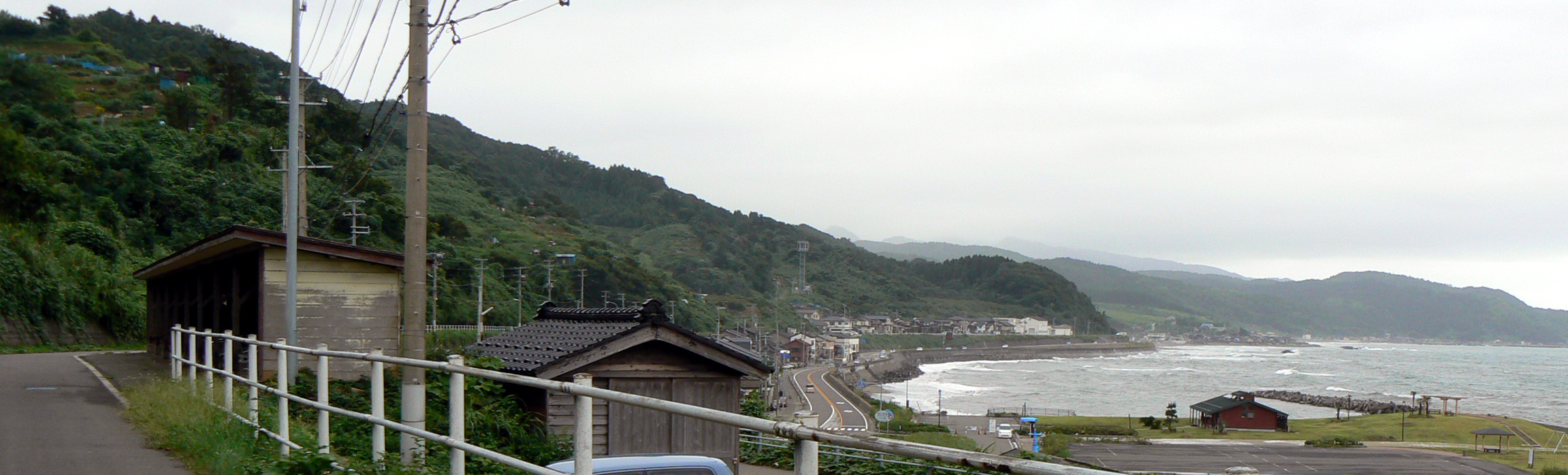
糸魚川市大字筒石付近から海を望む

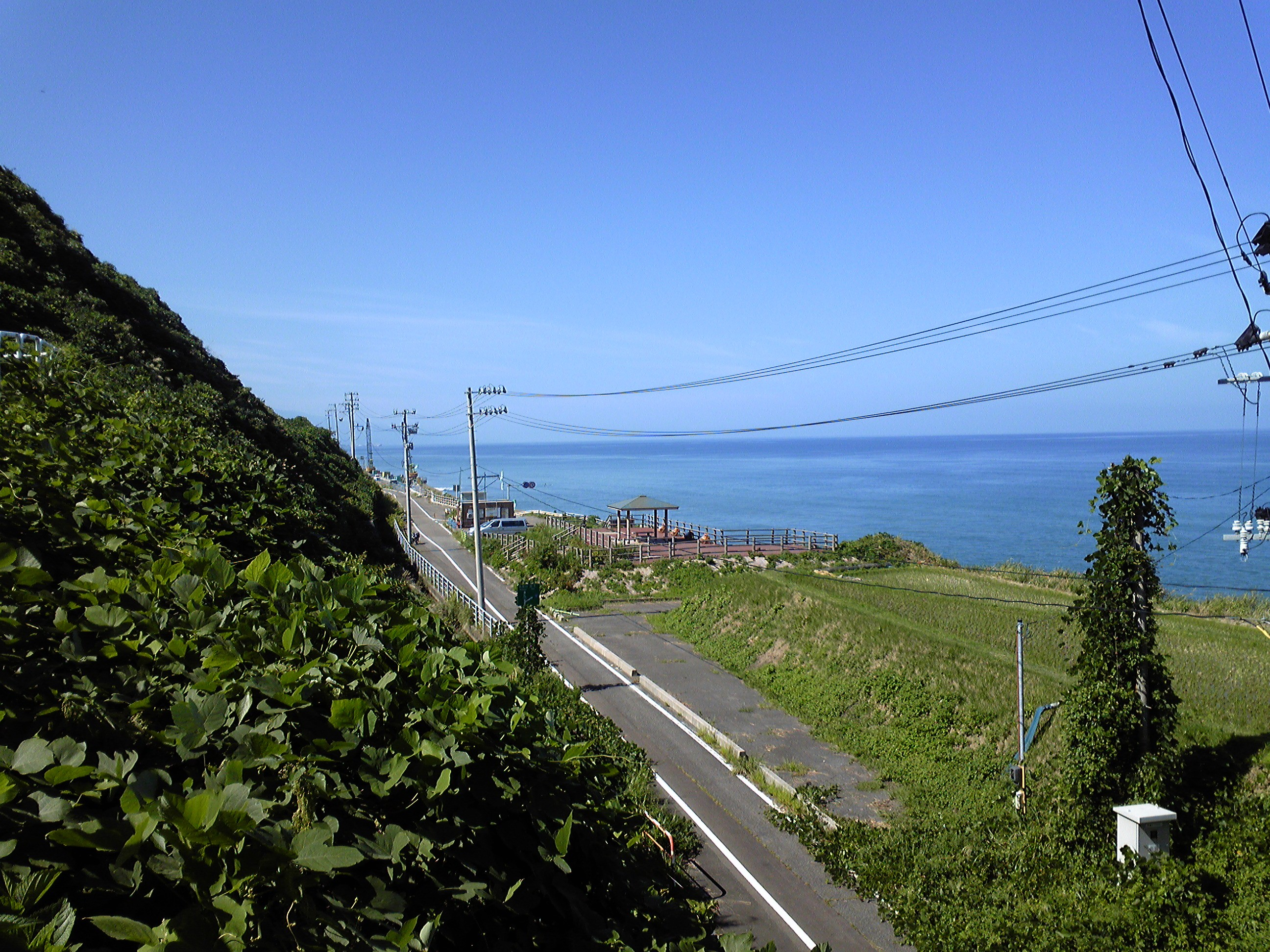
大抜トンネル付近
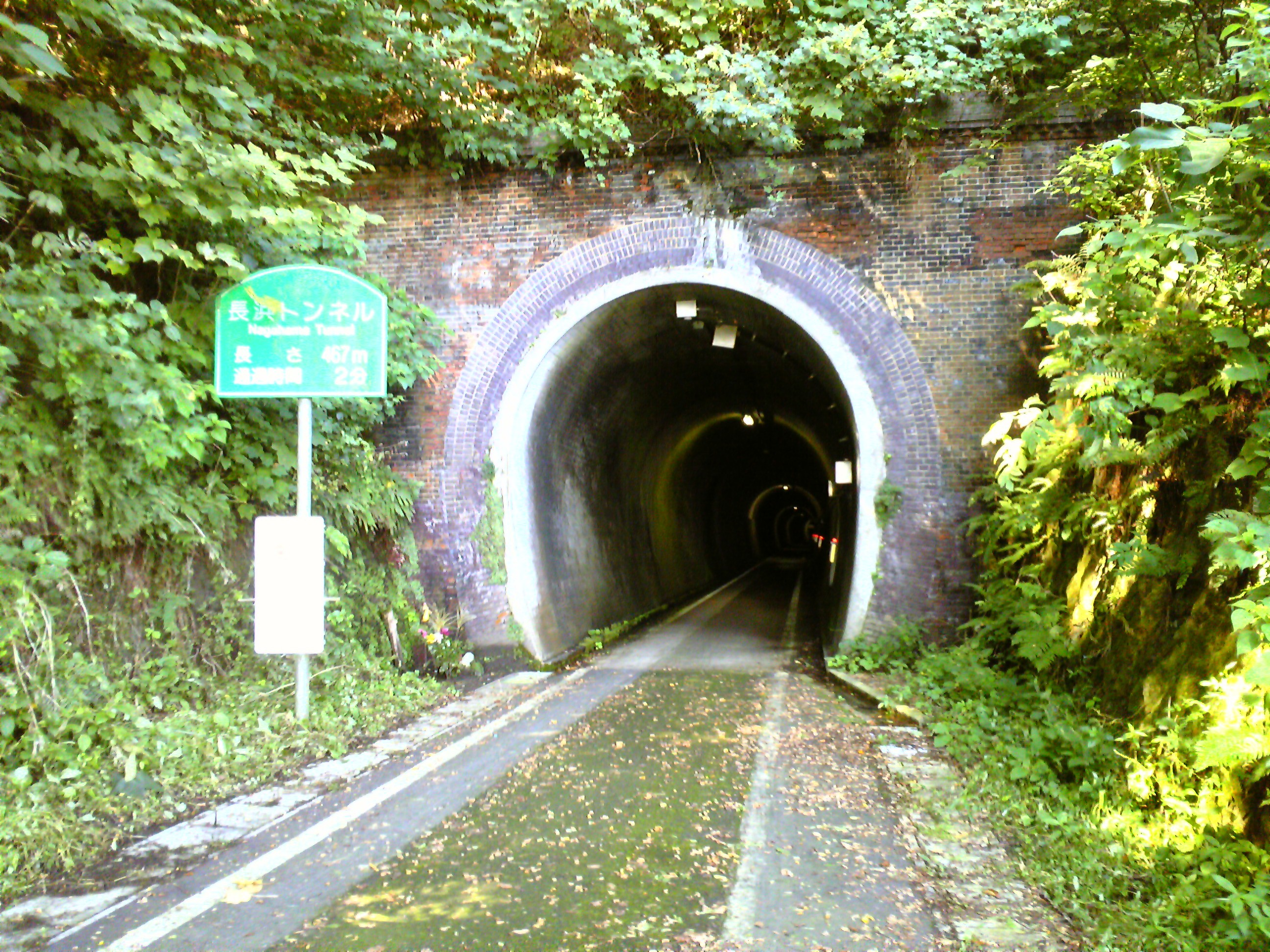
長浜トンネル
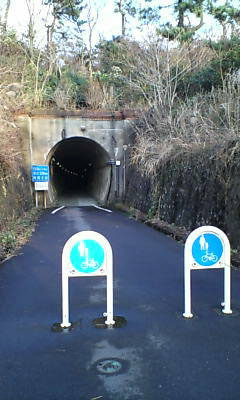
白山トンネル
案内地図

## 地理

### 通過する自治体
- 新潟県
  - 上越市 - 糸魚川市